# Mircea Mureşan
Mircea Mureşan est un réalisateur roumain né à Sibiu le 11 novembre 1928 et mort à Bucarest le 24 avril 2020. 

## Biographie
Mircea Mureşan s'est fait connaître au niveau international avec son long métrage L'Hiver en flammes, récompensé au Festival de Cannes 1966 par le prix de la première œuvre,.

## Filmographie partielle
- 1966 : L'Hiver en flammes (Rascoala)
- 1968 : K.O.
- 1969 : Baltagul
- 1972 : Bariera
- 1984 : Horea
- 1991 : Miss Litoral
- 2001 : Sexy Harem Ada-Kaleh
- 2005 : Azucena

## Récompenses et distinctions
- Prix de la première œuvre au Festival de Cannes 1966[3]